# KOKIA
코키아(KOKIA, 본명 일본어: 吉田亜紀子 요시다 아키코[*], 1976년 7월 22일~)는 일본 도쿄도 출신의 싱어송라이터로, 예명은 본명을 거꾸로 돌려 로마자로 표기한 것이다. 바이올린 연주자인 요시다 쿄코와는 자매관계이다.
어릴적부터 집에 있던 피아노로 음악을 시작하였으며, 3살 무렵에는 바이올린을 연주하였다. 도호학원대학에서 성악을 전공하였으며, 클래식도 공부하였다. 1988년 대학에 다니는 도중에 싱글 음반 《愛しているから》로 데뷔하였다. 모국인 일본에서의 인기는 낮은 편, 주로 홍콩과 타이완 중심으로 활동하고 있다.

## 음반 목록

### 싱글
1. 〈愛しているから 아이시테 이루카라[*](사랑하고 있으니까)〉 (1998년 4월 29일)
2. 〈愛の輪郭(フィールド) 아이노 린카쿠(피루도)[*]〉 (1998년 5월 21일)
3. 〈Tears in Love〉 (1998년 11월 18일)
4. 〈ありがとう… 아리가토[*](고마워)〉 (1999년 6월 17일)
5. 〈tomoni〉 (2001년 5월 23일)
6. 〈Say Hi!!〉 (2001년 8월 22일)
7. 〈天使 덴시[*](천사)〉 (2001년 11월 21일)
8. 〈人間ってそんなものね 닌겐테 손나모노네[*](인간이란 그런거네)〉 (2002년 1월 23일)
9. 〈かわらないこと～since 1976～ 가와라나이 모노[*](변하지 않는 것)〉 (2003년 5월 21일)
10. 〈The Power of Smile／Remember the kiss〉 (2003년 9월 24일)
11. 〈so much love for you〉 (2004년 4월 21일)
12. 〈夢がチカラ 유메가 치카라[*](꿈이 힘)〉 (2004년 6월 23일)
13. 〈dandelion〉 (2005년 2월 23일)
14. 〈time to say goodbye〉 (2005년 7월 21일)
15. 〈愛のメロディー／調和 oto ～with reflection～ 아이노 메로디/조카[*](사랑의 멜로디/조화〉 (2006년 1월 1일)
16. 〈ありがとう… 아리가토[*](고마워)》 (2007년 3월 16일)
17. 〈私にできること 와타시니 데키루코토[*]〉 (2007년 9월 16일)
18. 〈Follow the Nightingale〉 (2007년 11월 21일)
19. 〈たった1つの想い 닷따 히토쯔노 오모이[*]|(단 하나의 마음)〉 (2008년 1월 23일)

### 앨범
1. 《songbird》 (1999년 7월 16일)
2. 《trip trip》 (2002년 1월 23일)
3. 《Remember me》 (2003년 11월 12일)
4. 《歌がチカラ 우타가 치카라[*]》 (노래가 힘) (2004년 7월 21일)
5. 《pearl～The Best Collection～》 (2006년 2월 1일)
6. 《aigakikoeru》 (사랑이 들려) (2007년 5월 23일)
7. 《The VOICE》 (2008년 2월 20일)
8. 《Fairy Dance 〜KOKIA meets Ireland〜》 (2008년 9월 24일)
9. 《Christmas gift》 (2008년 11월 12일)
10. 《~balance~》 (두가지 종류가 있음)
  - 《AKIKO∞KOKIA ~balance~》 (2009년 3월 18일)
  - 《KOKIA∞AKIKO ~balance~》 (2009년 3월 18일) - 한정 생산.
11. 《outwork collection~pieces~》 (2011년 8월 24일) : 만화영화 주제곡으로 제공한 악곡들을 모은 음반이다.

### 그 외
- 〈For little tail〉 - 플레이스테이션 게임 《테일 컨체르토》의 주제가
- 〈Currents〉 - 플레이스테이션 게임 《환상수호전 2》의 이미지 송
- 〈사랑의 윤곽(愛の輪郭 아이노 린카쿠[*]〉 - 텔레비전 애니메이션 《브레인 파워드》의 닫는 곡
- 〈안녕이라 하지마(さよならは言わないで)〉 - 텔레비전 애니메이션 人形草紙あやつり左近 카라쿠리조시 아야쯔리산콘[*]의 삽입곡
- 〈네시아의 여행자 ~바다와 바람과 사람의 노래(ネシアの旅人～海と風と人の唄 네시아노 타비비토 ~우미토 카제토 히토노 우타~[*])〉 - 네시아의 여행자(ネシアの旅人)의 여는 곡
- 〈Follow the Nightingale〉- 닌텐도 DS 게임 테일즈 오브 이노센스의 주제가
- < FATE > - OVA 형식으로 제작된 애니메이션 [브레이크 블레이드] 의 OP